# Quatuors avec piano de Mozart
Pour les articles homonymes, voir Quatuors avec piano.
Les deux quatuors avec piano de Wolfgang Amadeus Mozart furent composés en 1785 pour le premier et en 1786 pour le second. Ils sont contemporains des Noces de Figaro. Il s’agit historiquement des premières pièces majeures pour ce type de formation de chambre, piano, violon, alto et violoncelle, restant néanmoins rare par la suite (les plus célèbres étant ceux de Brahms, Schumann, Dvorak et Fauré).
Ils furent commandés par l’éditeur Hoffmeister et durent être plus nombreux initialement (trois selon Nissen) mais le peu de succès rencontré par le premier quatuor fit renoncer Mozart à poursuivre le cycle. Après la résiliation du contrat avec Hoffmeister qui considérait l'œuvre comme « trop difficile pour son public » (toujours selon Nissen), le second fut publié par Artaria en 1787 « qui le jugea manifestement vendable ».
Le second quatuor cite le thème initial du quatuor opus VII no 2 de Johann Schobert de vingt ans antérieur.

## Quatuor pour pianono1et cordes ensol mineur,K.478
1. Allegro, en sol mineur, à , 2 sections répétées 2 fois (mesures 1 à 99, mesures 100 à 223), 251 mesures - partition
2. Andante, en si bémol majeur, à 
, 149 mesures - partition
3. Rondo, Allegro moderato, en sol majeur, à , 360 mesures - partition

Durée : environ 30 minutes
Début de l'Allegro
Début de l'Andante
Début du RONDO Allegro moderato

## Quatuor pour pianono2et cordes enmi bémol majeur,K.493
1. Allegro, en mi bémol majeur, à , 2 sections répétées 2 fois (mesures 1 à 95, mesures 96 à 241), 251 mesures - partition
2. Larghetto, en la bémol majeur, à 
, 2 sections répétées 2 fois (mesures 1 à 46, mesures 47 à 116), 131 mesures - partition
3. Allegretto, en mi bémol majeur, à , 414 mesures - partition

Durée : environ 30 minutes
Début de l'Allegro
Début du Larghetto
Début de l'Allegretto